# عصام عبدالعظیم
عصام عبدالعظیم (عربی: عصام عبدالعظيم؛ زادهٔ ۱ نوامبر ۱۹۷۰) یک ورزشکار اهل مصر است.
از باشگاه‌هایی که در آن بازی کرده‌است می‌توان به باشگاه فوتبال المصری و تیم ملی فوتبال مصر اشاره کرد.
وی همچنین در تیم ملی فوتبال مصر بازی کرده است.